# 新拉纳克
新拉纳克（New Lanark）位于英國苏格兰南拉纳克郡，是一个克莱德河边上的村庄，距离拉纳克大约2.2公里。最早由苏格兰商人大卫·戴尔（David Dale）在1786年建立。最初，这里是一个纺织厂以及工人们的居住区。戴尔曾经与发明家和企业家理查·阿克莱特有过短暂的合作，理查曾发明了水力纺纱机。他们的合伙人还有戴尔的女婿罗伯特·欧文，一个威尔士企业家、慈善家。在他们的大力发展下，新拉纳克成就了一个成功的商业模式，也是早期乌托邦社会主义的一个缩影。在历史上，新拉纳克也是城市规划上一个里程碑式的案例。
新拉纳克纺织厂一直运营到1968年。经过一段时期的衰落后，新拉纳克信托组织（the New Lanark Trust）在1974年成立，以防止村庄被拆迁。到2006年，大多数建筑都被修复好，而且这里吸引了大量的游客。现在这里是苏格兰的五个世界遗产之一，同时也是欧洲工业遗产之路的重要地点。

## 历史
1785年，大卫·戴尔（David Dale）和理查·阿克莱特（Richard Arkwright）建立了新拉纳克村，大卫·戴尔是一个纱厂商人，阿克莱特是棉纺工业的先驱。阿克莱特认为可以利用湍急的克莱德河作为动力来修建水利纺织厂，并且坚信新拉纳克就是未来的苏格兰“曼彻斯特”。 新拉纳克纺织厂建立于1786年，创始人是大卫·戴尔（David Dale）和理查·阿克莱特（Richard Arkwright）。纺织厂使用的是理查·阿克莱特最新发明的水力纺纱机。
在19世纪初期，在运营20余年后，戴尔将纺织厂及周边的土地、村庄全都卖给了包括他女婿罗伯特·欧文在内的合伙人，总价值6万英镑。从此，欧文成为了纺织厂的管理者，他保持了岳父慈善家的作风来经营工厂，随后欧文成为了一名有影响力的社会改革者。新拉纳克连同其社会形态和福利体制成为了空想社会主义（又称欧文主义）的代表。因此，新拉纳克村庄和纺织厂在工业革命的发展中扮演了重要的角色，其在城市规划历史上亦具有历史意义。
在所有我去过的地方中，我更喜欢这里。在这里，我可以做一个长久以来梦想的事业；在这里，我要把我的理想变成现实。

——罗伯特·欧文在他第一次参观新拉纳克时的讲话
新拉纳克纺织厂是依靠水力来运作的，大坝建立在新拉纳克上游的克莱德河。到1929年，最后的一台水车被水力涡轮代替了，现在，新拉纳克仍然使用水力发电。

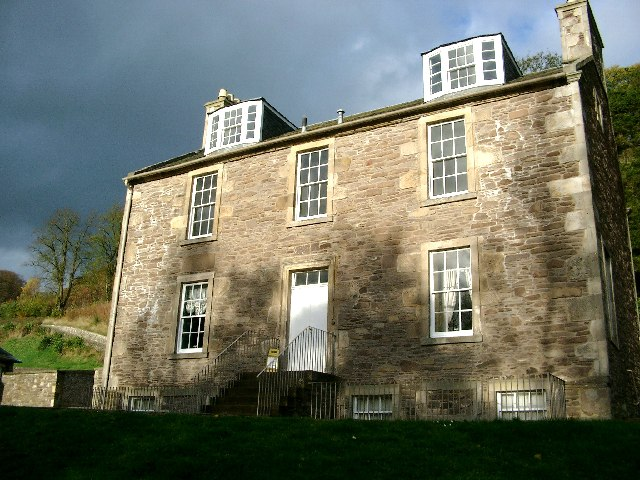
罗伯特·欧文的住宅

欧文刚到新拉纳克时，工厂里面5岁的儿童和成人都是每天工作13小时。他接管工厂后，就不再雇佣10岁以下的儿童了，而且将工作时间缩短到了10小时/天。他重点照顾了居住在小城的儿童，他还为年幼的孩子们建立了一所新的托儿所和小学，而且在是大不列颠岛内第一所幼儿学校。为稍大年纪的孩子建立了中学。他还建立了一所“培养性格的新学院”，通过上夜校来帮助教育那些成年的工人。 
在欧文时代，有2500余人居住在新拉纳克，其中大多数人是来自格拉斯哥和爱丁堡救济院的穷人。
纺织厂在商业上取得了很大的成就，但是欧文的合伙人对他的福利项目所支出的额外费用有所不满。为了使纺织厂不回到传统模式的经营，欧文买下他合伙人的所有股份。在1813年，董事会强行拍卖纺织厂财产，希望以低价获得纺织厂和村庄，但是欧文和他的新董事会（其中包括经济学家杰里米·边沁）最终胜出。
随着许多重要的皇室成员、政治家和改革家的来访，新拉纳克在欧洲越来越有名气。这些参访者惊讶的发现，新拉纳克纺织厂的车间干净、整洁、卫生，到处都是有活力的劳动者和一片繁荣的景象。欧文的价值观与他同时代的人完全相反，他证明了一个企业不一定非得压榨员工才能获利。欧文还为来访者展现了村庄里极佳的住宅和便利设施，以及纺织厂的盈利能力。纺织厂的运营一直同改革、社会主义、福利体制紧密联系，同样的，这里也是那场改变世界的工业革命的代表。工厂为工人和其他服务人员建立的住所和基础设施规划也成为了英国城市规划发展史上的一个重要标志。
在1825年，欧文离开了英国，定居到了美国印第安纳州的新哈莫尼，此时纺织厂的经营权由沃克家族（Walker family）掌控。沃克家族一直经营整个村庄直到1881年，之后将其买给了比克麦瑞（Birkmyre）、萨默维尔（Sommerville）和高洛克制绳厂（the Gourock Ropeworks）。
纺织厂关闭后，很多人离开了小城，这里的建筑也开始时衰败。在1945年，磨坊1号楼被拆除了，但后来又被重建，现在是新拉纳克磨坊旅馆。1963年，新拉纳克协会成立了，此协会开始着手修复幼儿园等建筑。1970年，以前戴尔和欧文用过的纺织厂建筑卖给了一家废金属公司。1974年，新拉纳克信托组织成立，其使命是防止小城被拆除。1983年，一项强制收购令被通过，将纺织厂和其他建筑从废金属公司买回来。1971年，新拉纳克列入了历史建筑名单，从而得到了法律上的保护。现在这里又新拉纳克信托组织以及其全资子公司（新拉纳克贸易有限责任公司、新拉纳克旅馆有限责任公司和新拉纳克之家）运营和管理。到了2005年，新拉纳克的大部分建筑都已经修复完毕，现在已经成为了一个热门的旅游景点。

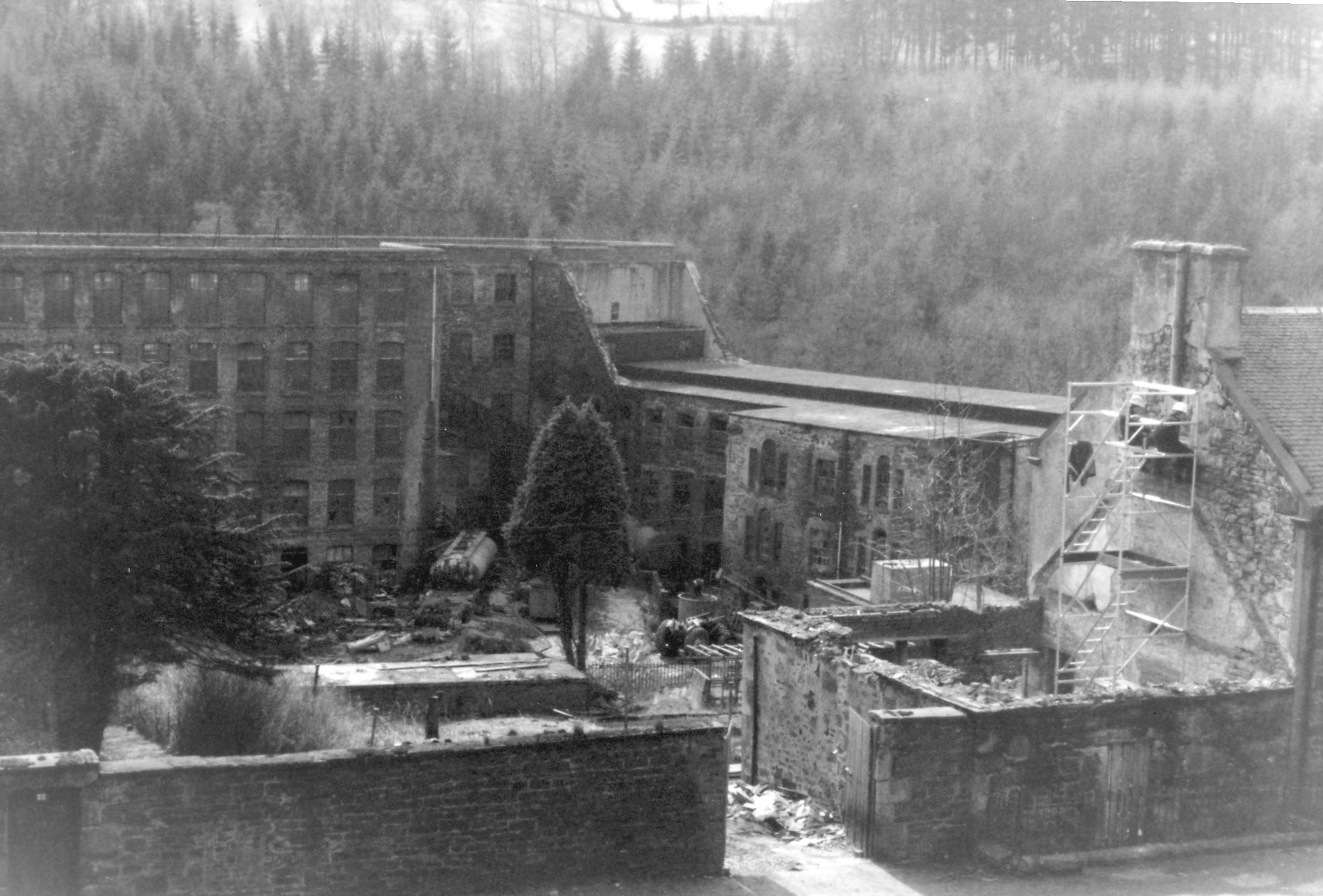
1983年，新拉纳克被遗弃的部分。

## 现状
每年有超过40万游客参观新拉纳克。新拉纳克的重要性被联合国教科文组织认可了，现在是苏格兰五个世界遗产之一，其他的四个是爱丁堡的旧城和新城、新石器时代奥克尼的中心、圣基尔达、安东尼长城 。纺织厂以及小城继1986年申遗失败后，在2001年正式被列入了世界遗产名录。
目前有大约200人居住在新拉纳克。住宅区中，只有玛缇娜街区（Mantilla Row）和双排街区（Double Row）没有被复原。复建工作由新拉纳克协会（the NLA）和新拉纳克信托组织（the NLCT）着手完成。现在的纺织厂、旅馆和非住宅建筑都有新拉纳克信托组织旗下全资子公司运营。

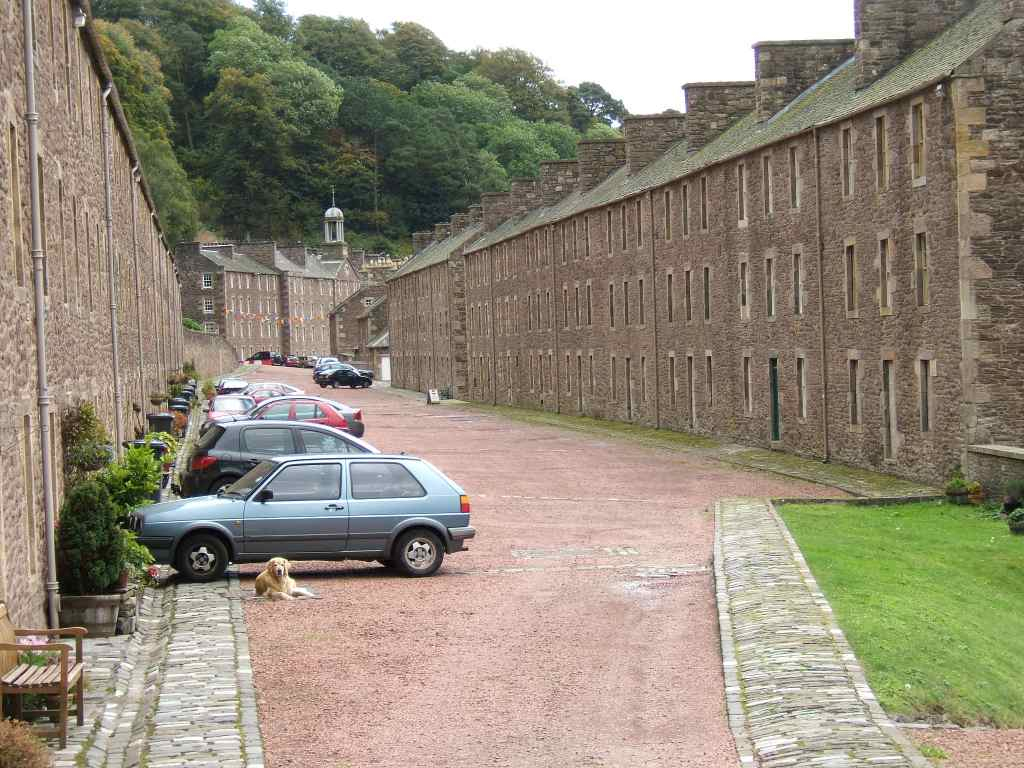
新拉纳克的住宅区。

## 旅游

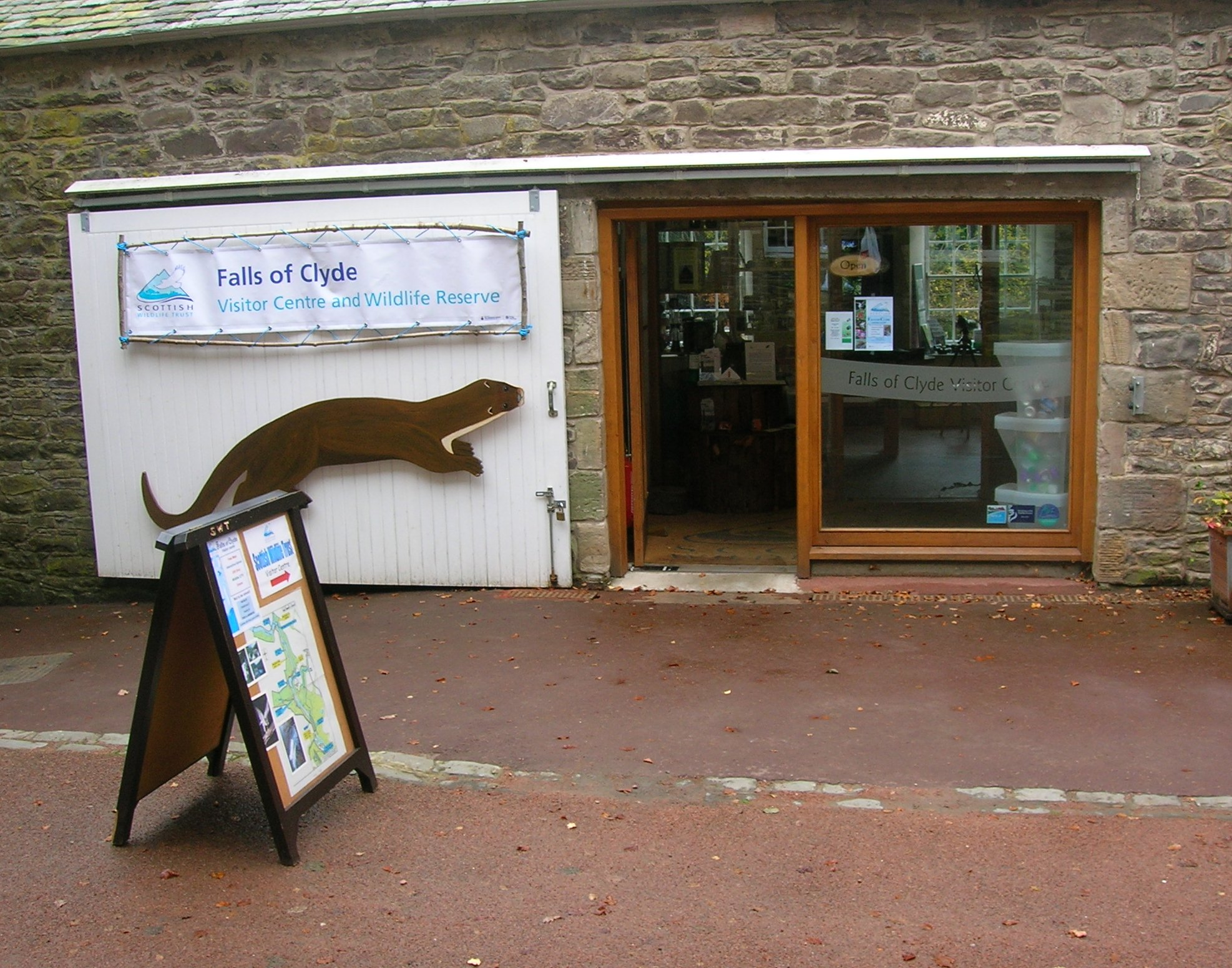
苏格兰野生动植物信托基金游客中心

在小城的郊区有一个大型停车场，只有残疾游客才能在小城内部停车。从格拉斯哥到新拉纳克坐火车只要半个小时。小城里有一家三星级酒店—新拉纳克磨坊旅店，由新拉纳克保护信托组织运营管理。还有一家青年旅舍，由苏格兰青年旅舍协会管理。

## 图片

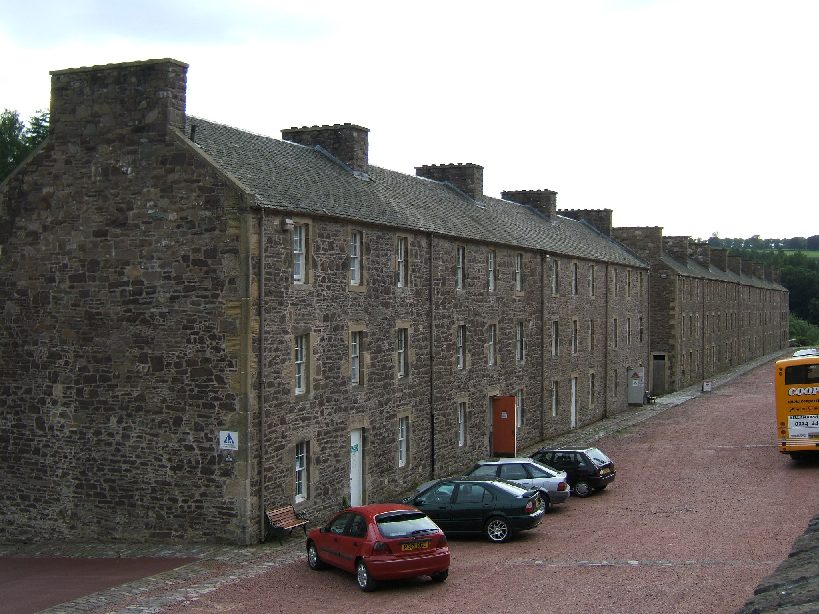
新拉纳克的青年旅舍
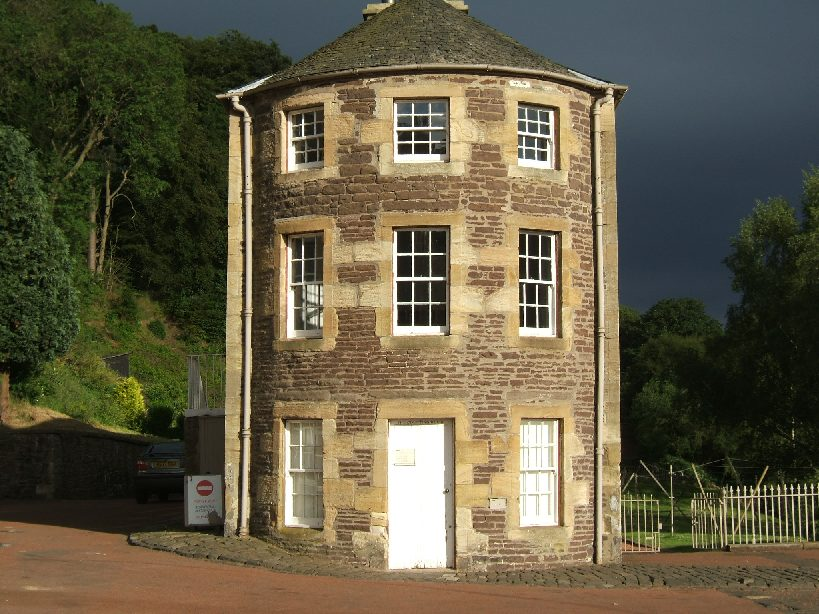
帐房
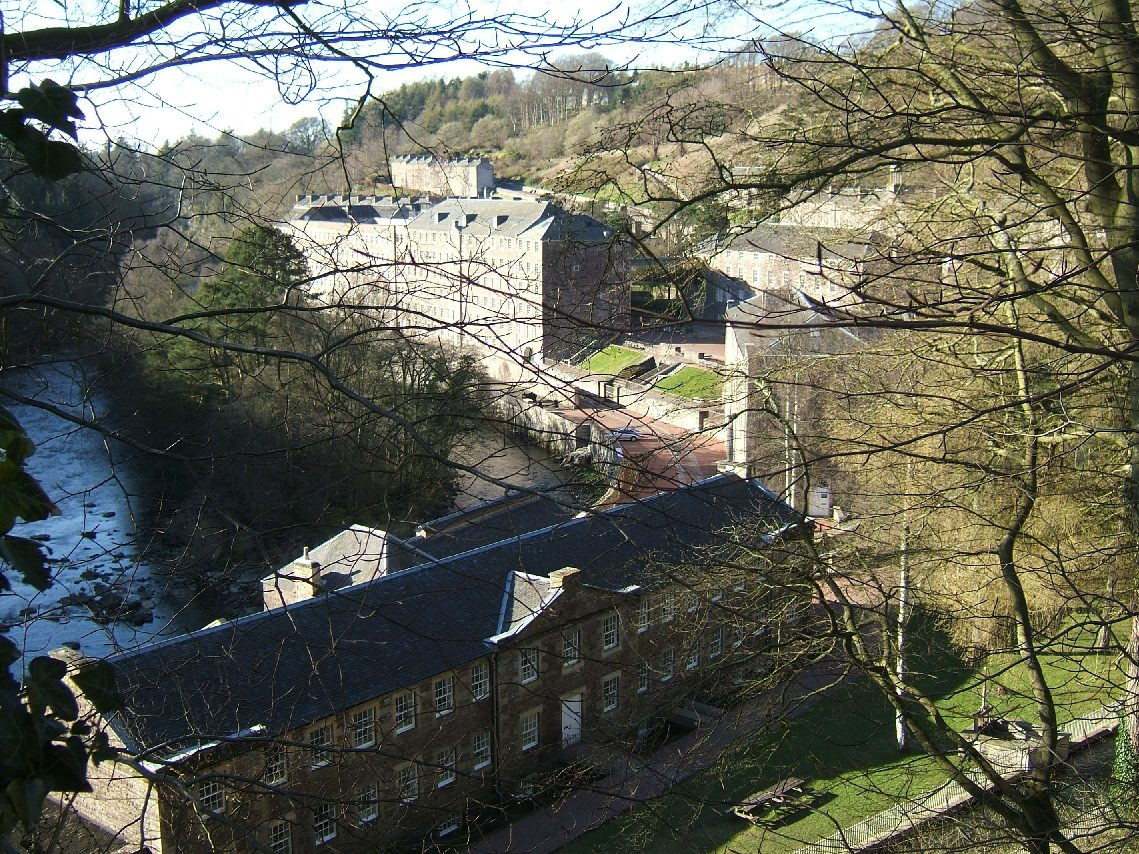
新拉纳克村庄
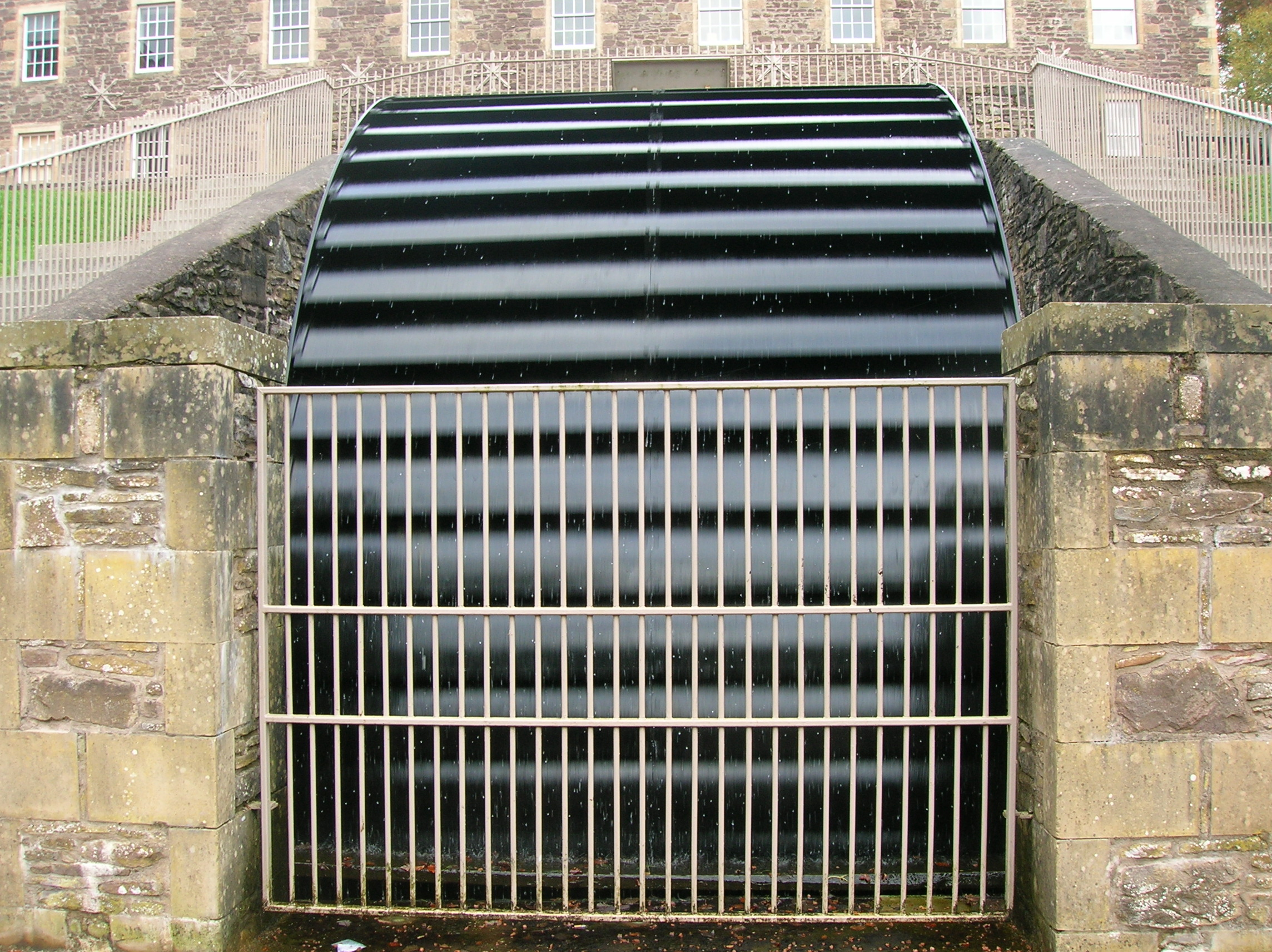
老磨坊四号的水轮